# 艾科恩 (伊利諾伊州)
艾科恩（英語：Eichorn）是位於美國伊利諾伊州哈丁縣的一個非建制地區。該地的面積和人口皆未知。

## 地理
艾科恩的座標為37°29′28″N 88°24′19″W / 37.49111°N 88.40528°W，而該地的平均海拔高度為131米（即430英尺）。